# Herdonia
Herdonia is een geslacht van vlinders van de familie venstervlekjes (Thyrididae).

## Soorten
- H. acaresa Chu & Wang, 1992
- H. acutapex Inoue, 1993
- H. apoensis Inoue, 1993
- H. approximata Inoue, 1993
- H. brunneola Inoue, 1993
- H. candida (Gaede, 1932)
- H. celebensis Inoue, 1993
- H. curiosa Inoue, 1993
- H. deminuta Inoue, 1993
- H. gigantea Inoue, 1993
- H. hainanensis Inoue, 1993
- H. margarita Inoue, 1976
- H. margarodes Inoue, 1993
- H. osacesalis Walker, 1859
- H. papuensis Warren, 1907
- H. pulchella Inoue, 1993
- H. sundana Inoue, 1993
- H. thaiensis Inoue, 1993
- H. thielei Inoue, 1993
- H. virginea Inoue, 1993